# Pristina foreli
Pristina foreli är en ringmaskart som först beskrevs av Piguet 1906.  Pristina foreli ingår i släktet Pristina och familjen glattmaskar. Inga underarter finns listade i Catalogue of Life.